# Bataille de Marea (2016)
Pour les articles homonymes, voir Bataille de Marea.
Guerre civile syrienne
Batailles
La bataille de Marea a lieu pendant la guerre civile syrienne. Elle débute le 27 mai 2016 par une offensive des djihadistes de l'État islamique visant à prendre les villes de Marea et Azaz aux rebelles de l'Armée syrienne libre. La ville de Marea se retrouve presque encerclée au cours de combats, mais les rebelles parviennent à repousser l'offensive le 8 juin.

## Forces en présence
L'État islamique engage des troupes d'élite dans la bataille, comme Jaych al-Fatiheen, Jound al-Khilafa et Said al-Khilafa ; l'assaut est lancé par 1 200 hommes avec quatre chars et une dizaine de véhicules-suicide. Au total, environ 50 VBIED auraient été engagés par les djihadistes au cours de la bataille.

## Déroulement
Le 27 mai 2016, les djihadistes de l'État islamique lancent leur offensive en direction d'Azaz, tenue par les rebelles. Les assaillants utilisent au mois neuf véhicules-suicide et s'emparent de plusieurs villages — Kafer Kalbine, Kaljebrine, Nayyara, Brisheh et Jibren Shmali — avant d'arriver à moins de 5 kilomètres d'Azaz,,,. La coalition intervient et bombarde les localités conquises par l'EI. 
La petite ville de Marea, peuplée de 15 000 habitants, se retrouve alors presque encerclée,. Plus de 6 000 civils prennent la fuite en direction des territoires tenus par les Kurdes, tandis que les patients et les médecins de l'unique hôpital de Marea sont évacués vers Azaz, où  100 000  à   165 000 réfugiés sont également bloqués à la frontière turque,,. Le matin du 28 mai, appuyés par des chars, les djihadistes parviennent à entrer dans Marea après avoir fait exploser deux véhicules piégés conduits par des kamikazes,,. Le même jour, des forces de Jaych al-Thuwar entrent dans un village à l'ouest de Marea, après la conclusion d'un accord entre l'Armée syrienne libre et les Forces démocratiques syriennes.
La Brigade al-Moutasem — qui mobilise 400 hommes dans les combats, dont 50 entraînés par le programme Train and Equip du Pentagone — est activement soutenu par les États-Unis au cours de la bataille : elle aurait reçu au moins 70 000 balles d'AK-47, 40 000 balles de mitrailleuses PK et 100 000 obus de mortiers.
Le 31 mai, les rebelles tentent une contre-attaque, mais cette dernière échoue, six combattants sont notamment tués par un kamikaze selon l'OSDH. Plusieurs autres tentatives sont effectuées, mais sans succès, jusqu'à ce que le 8 juin les rebelles parviennent à reprendre les villages de Kafer Kalbine et Kaljebrine, lors de deux attaques simultanées lancées depuis Marea et Azaz. L'État islamique fait alors face au même moment à une offensive des Forces démocratiques syriennes sur la ville de Manbij, située plus à l'est. Les djihadistes renoncent alors à prendre Marea et Azaz et se replient sans opposer une forte résistance. Ils abandonnent également les villages de Soran, Tlalin, Qrah Kobri, Yan Yaban, Dodian, Brisheh et Ghazl.

## Pertes
Le 28 mai, l'Observatoire syrien des droits de l'homme (OSDH) affirme qu'au moins 41 rebelles et 27 civils ont été tués lors des combats,. Le lendemain, le bilan monte à au moins 61 morts du côté des rebelles, 47 chez les djihadistes, ainsi que 29 civils.
Selon Stéphane Mantoux, agrégé d'Histoire et spécialiste du conflit irako-syrien, l'État islamique a perdu au total 350 hommes entre fin mai et le 8 juin, tués par les rebelles ou les frappes aériennes américaines.